# Auguste Anicet-Bourgeois
Auguste Anicet-Bourgeois (ur. 23 grudnia 1806 w Paryżu, zm. 13 stycznia 1871 w Pau) – dramaturg francuski

## Życiorys
O jego życiu niewiele wiadomo. Debiutował w 1825 roku, w wieku zaledwie 19 lat wodewilem L'Ami et le mari, ou le Nouvel Amphitryon. Napisał blisko dwieście sztuk teatralnych. Współpracował z Alexandre'm Dumasem (Teresa, Mąż wdowy, Aniela), Dumanoirem, De Mallianem, Victorem Ducange'em, Francisem Cornue, Édouardem Simonem Lockroyem, Édouardem Brisebarre'm, Michelem Massonem i Paulem Févalem. Wspólnie z Francisem Cornue, napisał w 1836 dramat Nabuchodonosor, na podstawie którego Giuseppe Verdi napisał swą operę Nabucco (1842) .

## Wybrane utwory
- Périnet Leclerc (1832)
- La Vénitienne (1834)
- L'Impératrice et la Juive (1834)
- Nabuchodonosor (1836)
- La Dame de Saint-Tropez (1844)
- Le Docteur noir (1846)
- Les Sept Péchés capitaux ̈(1848)